# Fertőboz
Fertőboz (em alemão: Holling) é um município da Hungria, situado no condado de Győr-Moson-Sopron. Tem 13,67 km² de área e sua população em 2015 foi estimada em 325 habitantes.